# Societat La Palma
La Societat La Palma va ser una associació recreativa fundada l'estiu del 1897 a Reus i que va existir fins al seu obligat tancament el 1939. De l'antiga entitat n'ha sobreviscut a Reus el local d'estiu, ara de titularitat municipal, al carrer Ample.

## Origen
La societat es va organitzar com a resultat d'una escissió de la societat recreativa El Alba, quan un grup de socis més radicalitzats, vinculats als sectors catalanistes i literaris de la ciutat, van abandonar-la en una tensa reunió general a primers del mes de juny de 1897. La inauguració de la Societat La Palma es va celebrar l'1 d'agost amb una vetllada literària i musical, que va ser, segons els diaris de l'època, un èxit. La nova entitat, encara amb pocs socis, va tenir un primer local al carrer de Vallroquetes, 16. Amb els primers diners recollits van comprar alguns mobles, un piano, un billar i 200 cadires. Ben aviat, el mes de novembre, es van instal·lar a cal Cardenyes, a la plaça del Mercadal, al lloc on després es construí la casa Navàs. Un any després, l'augment de socis va portar a l'entitat a canviar de local i es van instal·lar al carrer de les Galanes número 8, lloc que va mantenir fins al seu tancament l'any 1939. El local tenia saló de billars, cafè, biblioteca i sala d'espectacles d'uns 200 metres quadrats, amb un escenari per a representacions teatrals. Els treballs d'adequació els van fer els mateixos socis. El 8 de desembre de 1898 es va celebrar un ball inaugural amb un ple absolut. L'endemà s'hi va celebrar un sopar per als socis i el dia 17 es va inaugurar oficialment. El primer i únic president documentat va ser Cristòfor Pàmies, i Pau Rovira n'era el secretari.

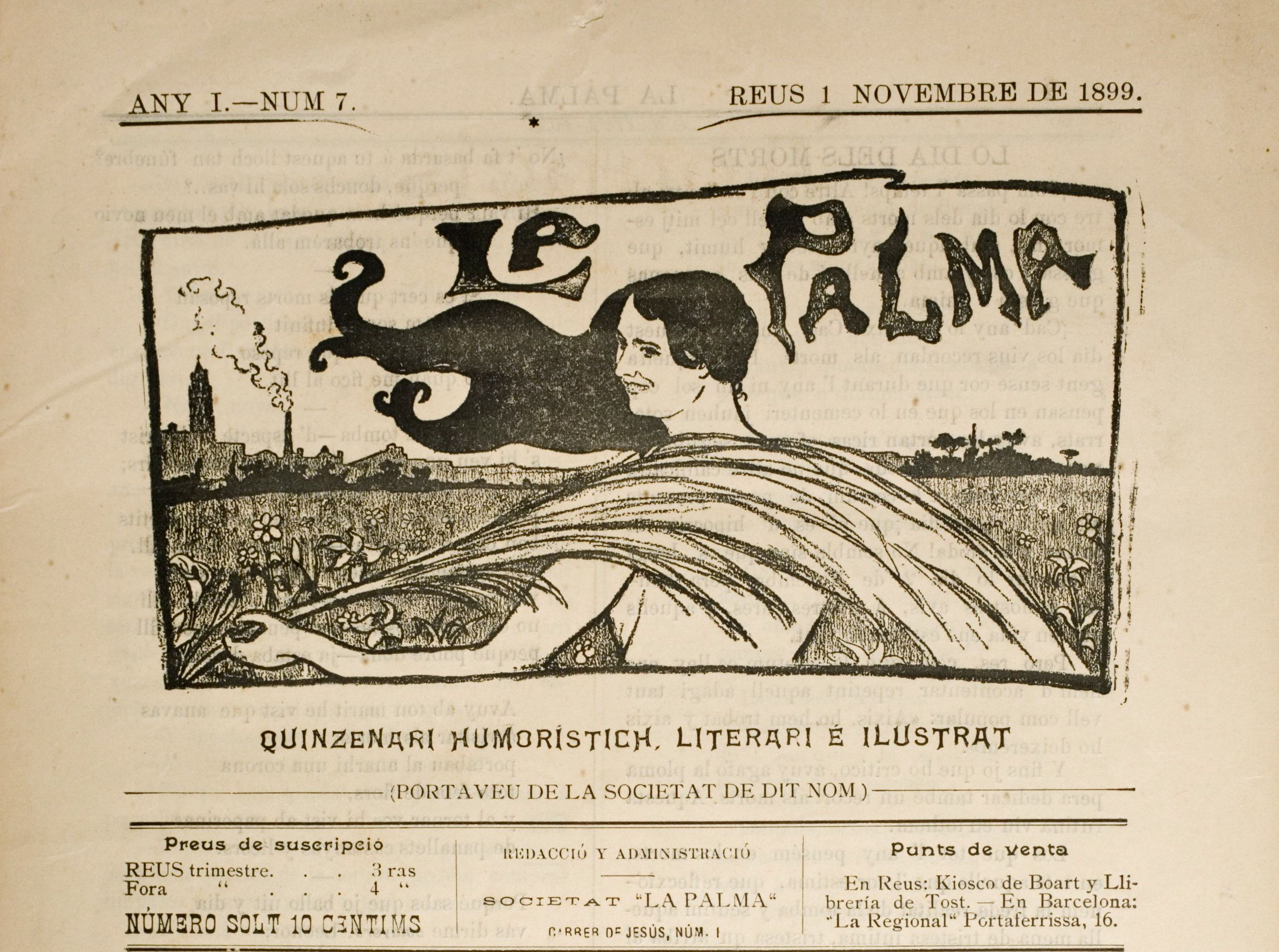
Portada del número 7 de la revista La Palma

La societat estava formada per menestrals i treballadors, i es va caracteritzar sempre per les seves arrels populars. Organitzaven certàmens literaris, ja des del seu inici, el primer el 1897, i el 1898 un altre, literari-humorístic, exclusivament en català. Els organitzadors d'aquest segon certamen van ser els components del Grup modernista de Reus, molts d'ells socis de l'entitat, que el van vincular amb propostes catalanistes, on es notava la influència de l'Associació Catalanista de Reus. La festa es va celebrar al Teatre Fortuny, on hi van fer cap les autoritats en seguici, acompanyades per la banda de música del Centre de Lectura. La presidia el diputat Pere Nolasc Gay. Va tancar la festa la secció dramàtica de La Palma amb l'obra Home a l'aygua de Pere Reig i Fiol. Els autors locals guardonats van ser Màrius Ferré, mort quan se celebrava la festa, Domènec Sugranyes, Pere Cavallé, Hortensi Güell i Ramon Fàbregas. La flor natural la va guanyar el poeta de Cornellà, Jaume Casas i Pallerol amb una divertida poesia humorística que, segons l'historiador de la cultura reusenca Joaquim Santasusagna, "corria ben arran de terra".

## Publicacions
La intenció culturitzant de la societat va portar a la publicació de la revista La Palma, editada els anys 1899 i 1900. Va ser una publicació molt significativa dels components del grup modernista reusenc. Dirigida per Pere Cavallé, tenia la capçalera dibuixada per Hortensi Güell i era el portaveu de la societat. En comentava extensament les festes i les activitats i va ser un periòdic més festiu que literari. Va publicar treballs de Josep Güell i Mercader, Joaquim Maria Bartrina, Hortensi Güell, Francesc Gras i Elies, Eugeni Mata, Antoni Isern, Plàcid Vidal, Ricard Pallejà, Xavier Gambús, Josep Thous Puey, Jaume Sardà i Ferran i altres.
L'entitat va publicar també els dos certàmens literaris que va organitzar el 1897 i 1898, amb les actes dels jurats i les obres premiades.

## Activitats i finançament
La Palma celebrava amb freqüència representacions teatrals i balls, i en festes senyalades, com ara Carnaval, Pasqua, Corpus, la festa major de sant Pere, Sant Jaume, Nadal i Cap d'any organitzaven sempre una sessió de ball amb orquestra. Les festes de Carnaval van ser les que van donar més popularitat a l'entitat. El teatre d'aficionats representava sarsueles, comèdies, drames i espectacles diversos, i contava amb un nombrós públic, sobretot les nits dels diumenges d'hivern. La secció dramàtica de la Palma estava composta per unes quinze persones. Alguns dels seus socis, com ara els escriptors Pere Cavallé i Ricard Pallejà hi van estrenar obres de teatre.
La societat es finançava amb les quotes, reduïdes, dels socis, i també, tal com ho expliquen diversos cronistes, amb els ingressos provinents dels jocs de taula prohibits, però tolerats en alguns períodes. En els moments de permissivitat, La Palma i les altres societats recreatives reusenques, tenien una major activitat i les festes eren més lluïdes. A principis de 1899 la persecució del joc va ser eficaç i per Carnaval només es va organitzar un preceptiu ball de màscares. En canvi, a les fires i festes de l'octubre d'aquell mateix any, a causa de la tolerància del joc, La Palma va celebrar diversos actes i va participar en la rua ciutadana amb una carrossa monumental que es titulava "Les quatre estacions". L'any 1900, amb forts ingressos per la tolerància en el joc, es va fundar la Banda de la Palma, uniformada, que celebrava concerts a l'entitat i en els cafès i locals públics de Reus. A partir de 1901 es van celebrar festes al seu local social cada cap de setmana, però el 1902, l'entitat, ja pobra per la persecució del joc, va veure la majoria de festes interrompudes per la policia que buscava les taules prohibides i els jugadors.

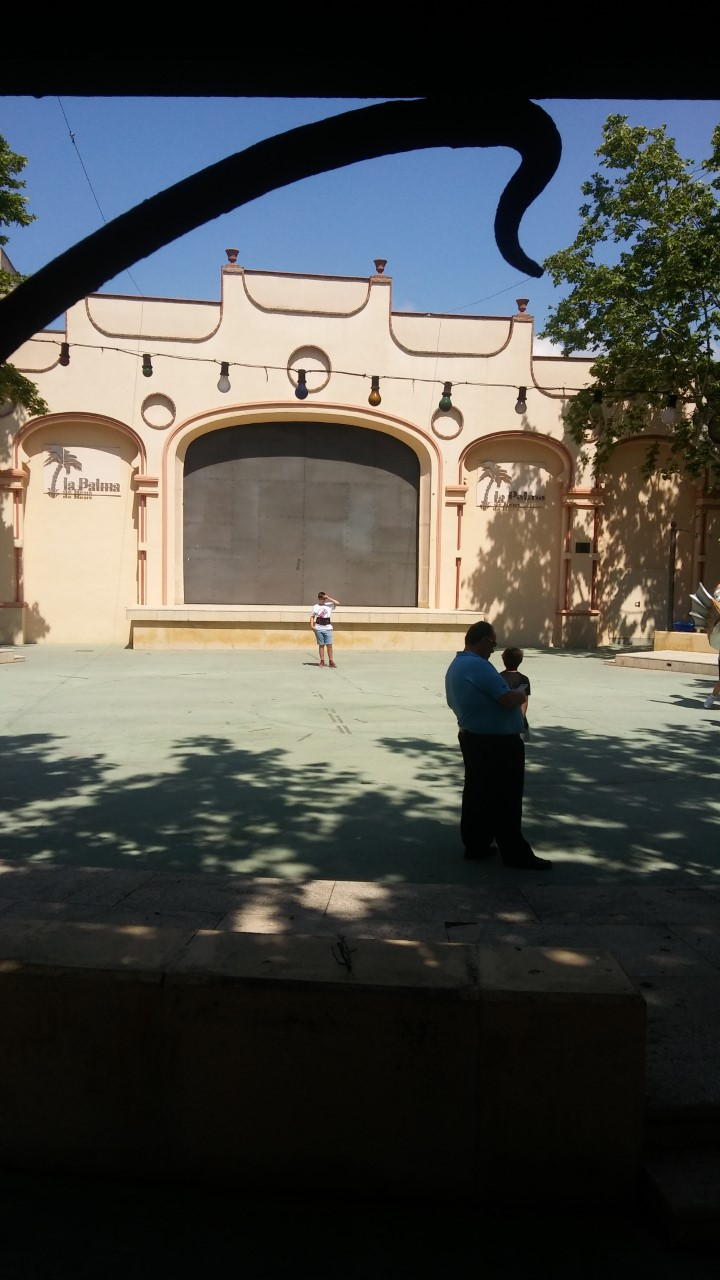
Aspecte actual de La Palma (2018). Teatre i pista.

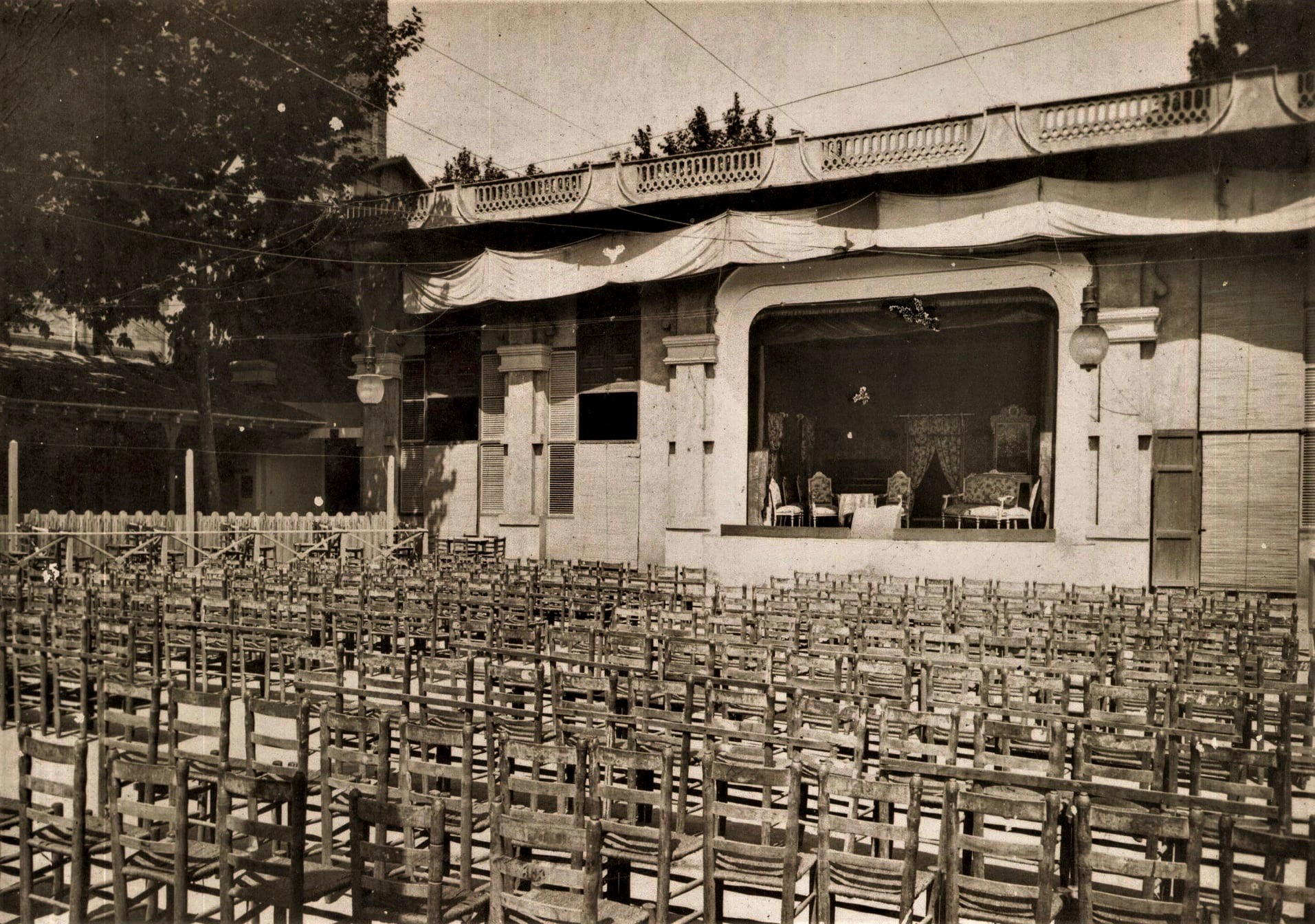
La Palma l'any 1912

## El local d'estiu
El 1901 La Palma es va consolidar com una potent i popular entitat recreativa, i amb una quantitat considerable de socis, pel mes de setembre va iniciar les gestions per a construir el que seria el local d'estiu de l'entitat fins a la seva dissolució el 1939. Al capdamunt del carrer Ample, al número 75, en un terreny propietat de Joan Combellas, que en va fer donació a l'ajuntament per disposició testamentària, es va iniciar l'adequació de l'espai, amb plànols de l'arquitecte Pere Caselles. El 1904 continuaven les reformes internes i el 1905 la societat s'hi va instal·lar. El 1906 es va modificar la pista de ball i l'escenari, i es van construir unes llotges al voltant de la pista. L'espai, a l'aire lliure i enjardinat, va adquirir la distribució bàsica que encara conserva actualment. Segons el cronista Jaume Fort, el 1908 La Palma seguia "desplumando a los jóvenes incautos que se sientan en sus mesas", i l'entitat va participar en la rua del carnaval amb una luxosa carrossa. Pel mes de juny d'aquell any, la secció coral va formar part, juntament amb altres entitats republicanes de Barcelona, d'un homenatge al general Prim. Cap al 1909-1910 La Palma va patir una crisi econòmica que la portà a restringir molt les seves activitats. El 1912 i 1913 mantenia encara el grup de teatre i la banda havia desaparegut. El 1919 va vendre un tros del jardí, on s'hi va edificar un pis, va instal·lar una cabina de projeccions de cinema i va poder tornar a potenciar les seves activitats. Amb la Segona República va recuperar el seu tarannà popular i va organitzar vetllades literàries, a més de les teatrals i de cinema. Seguí amb els balls populars i va organitzar el 1935 un segon certamen literari amb gran èxit de participació. Durant la Guerra civil, el seu caràcter popular va fer de La Palma un lloc d'esbargiment dels sectors esquerrans de la ciutat. Amb l'ocupació de la ciutat per les tropes franquistes es van clausurar l'entitat i el local per ordre governativa.

## Situació actual
Aquest local d'estiu va ser dels pocs espais urbans a Reus que va sobreviure al caos urbanístic de la postguerra. En els anys de la transició i especialment a l'inici del mandat del primer ajuntament democràtic el 1979, grups de joves de diverses tendències, ecologistes, radicals, components del moviment llibertari i del món de la cultura popular i amb l'impuls de grups d'animació al carrer, van iniciar una campanya de reivindicació pública del local amb el lema "La Palma pel poble". Als anys 80 va passar a ser un equipament municipal que encara conserva l'escenari i la pista de ball originals, convenientment restaurades, amb incorporació de diverses sales i d'un edifici ocupat pel Casal de la Joventut. El local té capacitat per a unes 800 persones a l'exterior i permet programar cinema a la fresca, concerts i festivals. Disposa també d'una sala polivalent amb aforament per a 400 persones.